# Banikoara (ort)
Banikoara är en ort i Benin.   Den ligger i departementet Alibori, i den norra delen av landet, 500 kilometer norr om huvudstaden Porto-Novo. Banikoara ligger 312 meter över havet och antalet invånare är 22 487.
Terrängen runt Banikoara är platt. Banikoara är det största samhället i trakten.
Omgivningarna runt Banikoara är en mosaik av jordbruksmark och naturlig växtlighet. Runt Banikoara är det ganska glesbefolkat, med 34 invånare per kvadratkilometer.